# 2888 Hodgson
För andra betydelser, se Hodgson (olika betydelser).
2888 Hodgson eller 1982 TO är en asteroid i huvudbältet som upptäcktes den 13 oktober 1982 av den amerikanske astronomen Edward L.G. Bowell vid Anderson Mesa Station. Den är uppkallad efter den amerikanske astronomen Richard G. Hodgson.
Asteroiden har en diameter på ungefär 5 kilometer.